# Monte Damot
Il monte Damot (in lingua Wolayita Daamoota Deriya) è la vetta più alta della Wolayita, con un'altitudine di quasi 2 730 m sopra il livello del mare. L'area del Monte Damot si trova nella zona di Wolayita tra i distretti di Damot Gale, Boloso Sore e Soddo Zuria. Il monte Damot è la sorgente di molti corsi d'acqua che scorrono verso diversi distretti seguendo uno schema radiale, vale a dire: Hamessa, Waja, Bisare, Gazina e altri fiumi. Queste numerose sorgenti e piccoli fiumi svolgono un ruolo significativo nell'arricchimento delle falde acquifere e delle acque superficiali. Inoltre, l'acqua potabile pulita che viene utilizzata nella parte settentrionale della città di Soddo proviene da questa montagna. 
Il monte Damot ha un valore storico per il popolo Welayita. Tradizionalmente utilizzato come luogo di incoronazione e sepoltura dai re Wolayita.